# 微胸翼鱼
微胸翼魚，為輻鰭魚綱水珍魚目後肛魚科的其中一種，為深海魚類，分布於印度西太平洋區的模里西斯與日本海域，棲息深度1000-2000公尺，體長可達6公分，生活習性不明。